# Которосль
Ко́торосль (стар. название Которость) — река в европейской части России, протекает по Ростовскому, Гаврилов-Ямскому и Ярославскому районам и городскому округу Ярославль Ярославской области. Образуется от слияния двух рек — Устья и Вёксы. Правый приток реки Волги, впадает в неё на 2623 км от устья. Длина — 126 км (вместе с Вёксой — 132 км), площадь бассейна — 6370 км². Среднегодовой расход воды в городе Гаврилов-Ям — 30 м³/с. Крупнейшие притоки — Лахость (правый) и Пахма (левый). На реке расположены город Гаврилов-Ям, посёлок городского типа Красные Ткачи и (при впадении в Волгу) город Ярославль.

## Исток

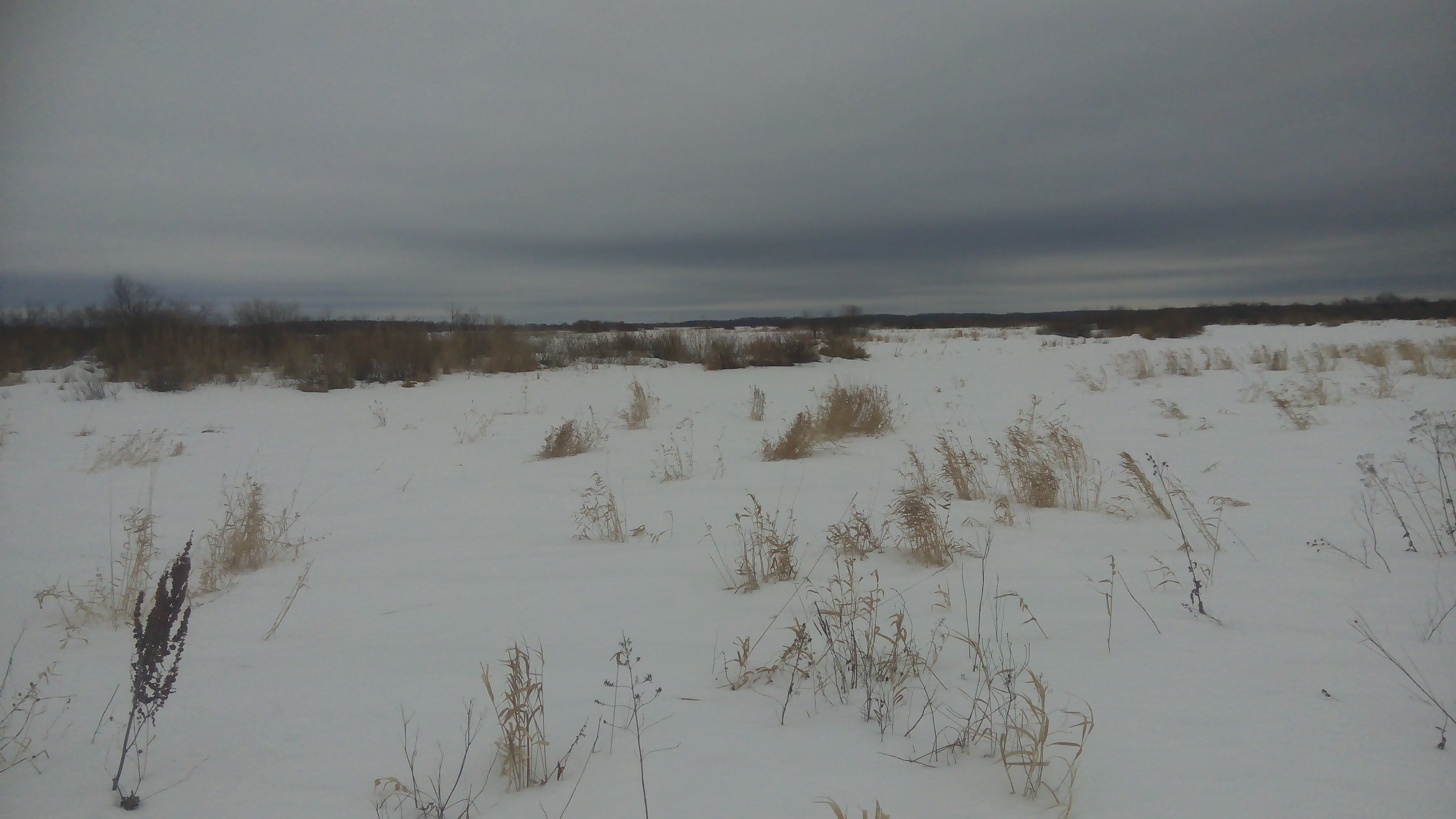
Палеорусло Которосли в верховьях

Которосль образуется от слияния двух рек — Устья и Вёксы. Высота истока — 93 м над уровнем моря. Последняя представляет собой короткую протоку из озера Неро, её можно рассматривать как начало Которосли.

## Этимология
Этимология слова «Которосль» точно неизвестна. До XX века название реки писалось и произносилось как Которость, перекликаясь окончанием с другими реками региона: Касть, Лахость, Шиголость, Сулость. Карты рубежа XIX—XX веков дают уже переходный вариант написания — Которостль. Современное написание Которосль встречается с 1920-х годов. Распространён вариант происхождения от древнерусского глагола «котораться», то есть спорить и название реки — «Спорная» — призвано отразить этот «спор» двух речек (Вёкса и Устье), которая из них должна считаться началом большей реки. Но, как и вариант происхождения названия от русской фразы «которая слева», он не имеет под собой научных оснований и является типичным примером народной этимологии. По мнению ярославского историка А. Данилова, наиболее вероятна угро-финская версия: в языках родственных мерянскому похожие слова означают «извилистая», «петляющая», что и соответствует географическим реалиям.

## Русло

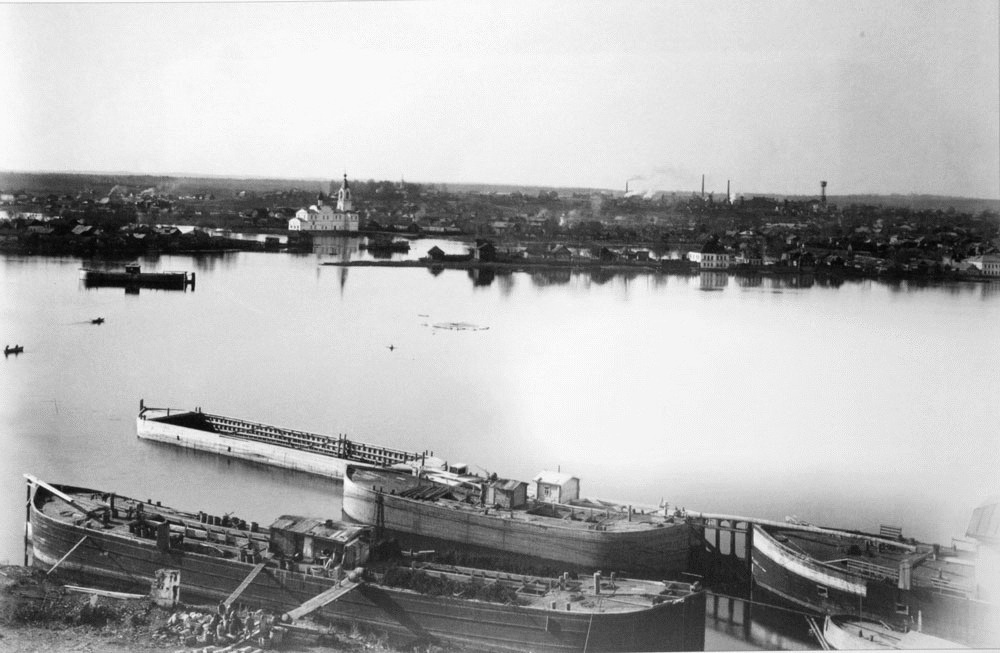
Разлив Которосли в 1920 году

В верхнем течении ширина Которосли около 30 метров, до устья Лахости берега абсолютно безлесые. Русло извилистое, течение слабое. В среднем течении ниже города Гаврилов-Ям река течёт в глубокой долине, почти не петляя; берега холмисты, населённые участки чередуются с лесистыми. Ниже посёлка Красные Ткачи река выходит на Ярославско-Костромскую низину, ширина увеличивается до 60 метров. Вплоть до устья в черте города Ярославль Которосль медленно течёт, образуя огромные подковообразные излучины.
Ледостав с ноября по апрель, ледоход 2 дня. В половодье в апреле — июне река сильно разливается, покрывая водой пространства шириной до километра, за 64 дня проходит 54 % годового стока.
В среднем течении и в пригородах Ярославля вдоль реки расположено множество санаториев, домов отдыха, дачных посёлков. Река пользуется популярностью у водных туристов. Многие участки реки загрязнены.
В XIX веке река была судоходна на всём протяжении от озера Неро. Весной сплавлялись лодки с грузом муки в тысячу пудов и более, преимущественно с мукомольных мельниц, расположенных на реке Устье. В межень судоходство было запружено плотинами на фабриках и мельницах и мостами. Устье Которосли использовалось в качестве зимней стоянки для пароходов, барж и других судов.

## Данные водного реестра

### Притоки
(расстояние от устья)
- 10 км: Пахма (лв)
- 27 км: Вондель (лв)
- 50 км: Шопша (лв)
- 54 км: Талица (лв)
- Сковородка (пр)
- Хватунья (лв)
- 73 км: Кобылка (пр)
- Бочевка (пр)
- Рухта (пр)
- 85 км: Лахость (Чёрная, Сорохта) (пр)
- Туровка (лв)
- Дубровка (лв)
- 96 км: Чёрная (Высоковская) (пр)
- 126 км: Устье (лв)
- канал Протока (пр)[4][5][11]

## Населённые пункты
Населённые пункты около реки: Ростовский район — Николо-Перевоз, Кладовицы, Новоникольское, Курбаки, Стрелы, Полежаево, Головинское, Приимково, Бакланово; Гаврилов-Ямский район — Цыбаки, Чёрная, Кузовково, Никулино, Пурлево, Строково, Кощеево, Романцево-Дубиково, Гаврилов-Ям, Милитино, Осташкино, Бели, Романцево, Ханькино, Прилесье, Унимерь, Улыбино, Междуречье, Вострицево, Степанцево, Смалево, Раменье, Спас, Горе-Грязь, Поповка, Заморино, Прислон, Кузьминское, Веденье; Ярославский район — Лупычево, Белкино, Красные Ткачи, Кормилицыно, Комарово, Ершово, Наготино, Козьмодемьянск, Боровая, Речной, Бурлаки, Черелисино, Дубки, Козьмодемьянск, Солонец, Барышкино, Никульское, Горбуново, Курилово, Плотинки, Ременницы, Бойтово, Воробьево, Сабельницы, Прикалитки, Костино, Осовые, Медведково, Ивановский Перевоз, Зверинцы, Пахма, Пеньки; Ярославль.

## Которосль в Ярославле

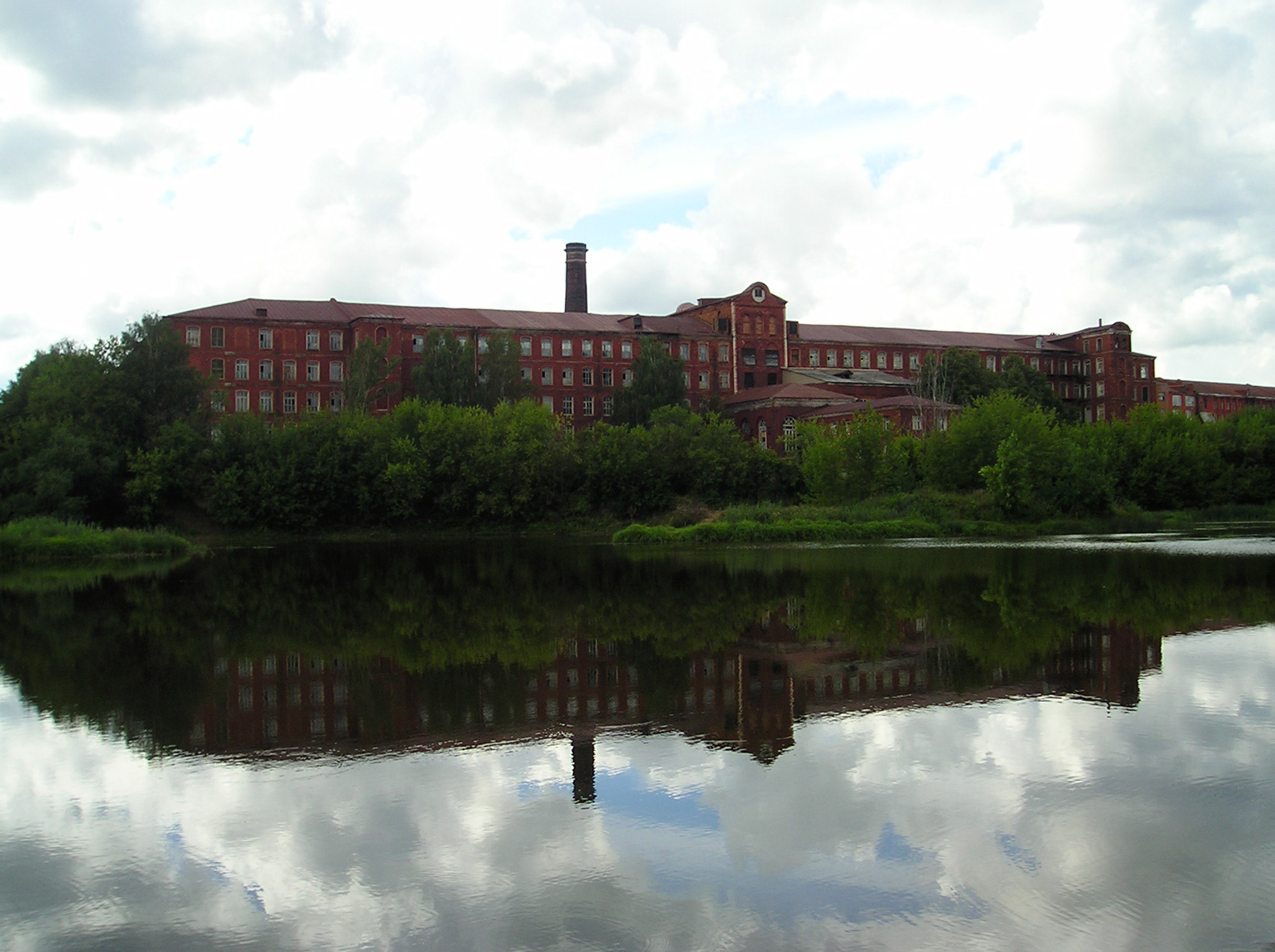
Ярославская Большая мануфактура обращена фасадом на Которосль, равно как и мукомольная фабрика, гостиница «Юбилейная», разобранный в советское время Демидовский лицей

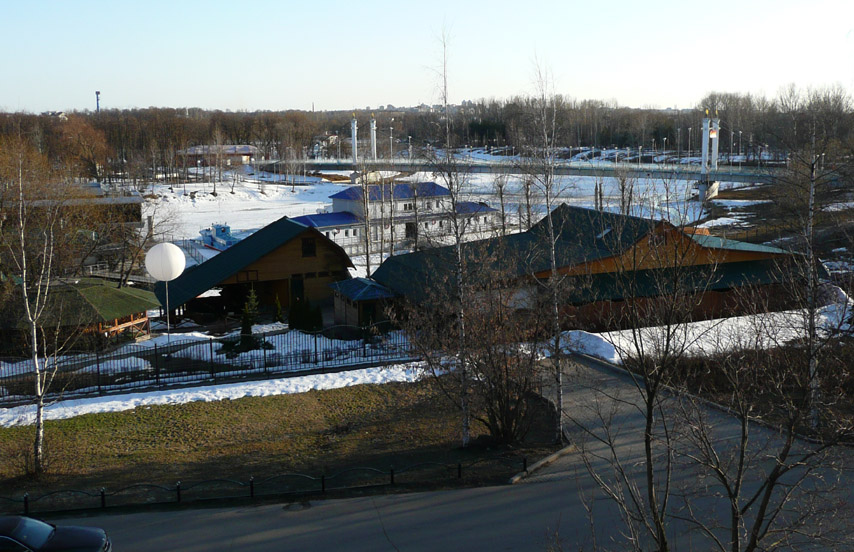
Весенний вид на Даманский остров с Которосльной набережной

Вдоль её правого берега выстроились церкви Николы в Меленках, Андрея Критского, Иоанна Предтечи в Толчкове, Фёдоровской Богоматери, Николы в Толчкове, Николы в Тропине, вдоль левого — церкви Николы Мокринская, Тихвинской Богоматери, Петра Митрополита, Димитрия Солунского, Богоявления, Михаила Архангела, Спаса на Городу, Николы в Рубленом городе, а также Спасо-Преображенский монастырь. Слияние Волги и Которосли обозначено с левой стороны — Успенским собором в Рубленом городе, с правой — храмовым ансамблем в Коровниках.
В Ярославле через Которосль переброшено четыре автомобильных и два железнодорожных моста (более крупный — по проекту Л. Д. Проскурякова, 1896; ближайший остановочный пункт — платформа Которосль). Ближе к слиянию с Волгой на реке находятся несколько островов. Из них Даманский превращён в городской парк культуры и отдыха; он соединён с берегом висячим прогулочным мостом.
В отличие от Волжской, набережная Которосли не одета в бетон и гранит, однако на участке от улицы Чайковского до Богоявленской площади оборудована двухуровневая набережная. Левый берег — крутой, правый — низменный. Именно на этом, левом, естественно укреплённом берегу и возник Ярославль. Когда-то здесь впадала в Которосль крохотная речка Медведица.

## Археологический комплекс
Вблизи бывшей деревни Большое Тимерёво (Карабихское сельское поселение), на берегу реки Которосль находится Тимерёвский археологический комплекс IX — начала XI века, состоящий из неукреплённых поселений общей площадью более 11 га, курганных могильников. В Тимирёво было найдено три клада с арабскими монетами.